# Винтер, Юло
Ю́ло Ви́нтер  (эст. Ülo Vinter, 3 января 1924, Таллин, Эстония — 2 июля 2000, Кясму, Эстония)  — советский и эстонский композитор. Писал музыку к кинофильмам, анимационным фильмам и сценическим произведениям.

## Биография
Родился 3 января 1924 года в Таллине.
В 1951 году окончил Таллинскую музыкальную школу по специальности «теория музыки» и в том же году Таллинскую государственную консерваторию по специальности «композиция», которой учился сначала у Марта Саара, позже у Виллема Каппа.
В 1956—1969 годах работал музыкальным редактором на Эстонском радио, в 1969—1986 годах работал по той же специальности на Эстонском телевидении.
В качестве композитора и редактора принимал участие в создании около 100 фильмов. Особенно известен написанием музыки к фильмам «Мужчины не плачут» (1968), «Молодой пенсионер» (1972), «Вот и мы!» (1978). Написал музыку к эстонскому мюзиклу «Пеппи Длинныйчулок», впервые увидевшему свет в 1969 году и затем много лет шедшему с большим успехом.
С 1958 года член Союза композиторов Эстонии. 
Умер 2 июля 2000 года в деревне Кясму, где прожил большую часть своей жизни, похоронен на деревенском кладбище.
В 2009 году на традиционном трёхдневном фестивале «Вируский Фолк» («Viru Folk») в Кясму состоялся концерт «Я никогда не забуду» в честь 85-летия со дня рождения композитора, в финале которого прозвучала «Песня Севера» — самая известная песня Юло Винтера.

## Фильмография
Композитор
- 1962 — Мой друг / Minu sõber
- 1962 — Романтики / Romantikud
- 1964 — Равноденствие / Pööripäev
- 1966 — Парк / Park
- 1967 — Семь друзей Юссике / Jussikese seitse sõpra
- 1968 — Обезьянка Фипс / Ahvipoeg Fips
- 1969 — Мужчины не плачут / Mehed ei nuta
- 1969 — Эх, ты! Ух, ты! Ишь, ты! / Uhti, uhti uhkesti…
- 1969 — Осёл, селёдка и метла / Eesel, heeringas ja nõialuud
- 1970 — Друзья / Sõbrad
- 1971 — Пешеходы / Jalakäijad
- 1972 — Внимание! Осторожно! Кабель! / Ettevaatust, kaabel!
- 1972 — Водонос / Veekandja
- 1972 — Тень и дорога / Vari. Tee
- 1972 — Гвоздь / Nael
- 1972 — Крылль / Krõll
- 1972 — Автомобилисты / Autosõitjad
- 1972 — Молодой пенсионер / Noor pensionär
- 1975 — Песни мальчиков / Poiste laulud
- 1975 — Няньки / Lapsehoidjad
- 1975 — Мишук / Jõmm
- 1978 — Вот и мы! / Siin me oleme
- 1979 — Сказки Засыпайки. Заячье такси / Une-Mati lood IV: Jänesetakso
- 1980 — Сын Орлиной пещеры / Välek vibulane
- 1980 — Сказки Засыпайки. Приключения в пустыне / Une-Mati lood V: Seiklused kõrbes
- 1981 — Сказки Засыпайки. Где Буратино? / Une-Mati lood VI: Kus on Buratino?
- 1981 — Приключения бумажного листа / Paberileht
- 1981 — Женщина-убийца / Naisetapja (фильм-балет)
- 1981 — Гвоздь 2 / Nael II
- 1985 — С весной в сердце / Kevad südames
- 1988 — Горох / Hernes

Редактор музыкальных фильмов
- 1969 — Советская песня. Георг Отс / Nõukogude laul. Georg Ots
- 1969 — Маленький концерт I / Väike kontsert I
- 1970 — Песня короля / Kuningalaul
- 1971 — Революционные песни / Revolutsioonilaulud
- 1971 — Молодые музыканты / Noored muusikud
- 1971 — Поёт Таллинский Камерный хор / Laulab Tallinna Kammerkoor
- 1972 — Песнь песен / Laulusulam
- 1972 — Эхо / Kaja
- 1972 — Концертная программа «Кола Брюньон» / Kontsertprogramm «Colas Breugnon»
- 1972 — Песни Кальмера / Kalmeri laulud
- 1973 — Старый вальс /  Vana valss
- 1974 — Песни Арне Ойта / Arne Oidi laulud
- 1975 — Георг Отс и советская песня / Georg Ots ja nõukogude laul
- 1976 — Георг Отс и оперетта / Georg Ots ja operett
- 1977 — Розы с юга / Roosid lõunast
- 1977 — Четверть часа с Раймондом Валгре / Veerand tundi Raimond Valgrega
- 1977 — Солдат без песни не солдат / Sõdur lauluta pole sõdur
- 1978 — Весенние игры / Kevadmängud
- 1978 — Поёт Мати Пальм / Laulab Mati Palm
- 1978 — Поёт Вольдемар Куслап / Laulab Voldemar Kuslap
- 1983 — Средь шумного бала / Kesk voogavat balli
- 1983 — Директор театра / Teatridirektor
- 1984 — Вечный огонь / Igavene tuli
- 1984 — Песня, которой вчера ещё не было / Laul, mida eile polnud veel
- 1984 — Воспоминания о лете / Mälestusi suvest
- 1984 — Ижорский эпос / Isuri eepos
- 1984 — Женщина / Naine
- 1984 — Пуритане / Puritaanlased
- 1985 — Радость жизни / Elurõõm
- 1985 — Поёт Марью Ляник / Laulab Marju Länik
- 1985 — Парафраза / ' Parafraas
- 1985 — Помни, воин! / ' Meenuta, sõjamees!
- 1985 — Концерт мастеров искусств ЭССР / ENSV kunstimeistrite kontsert
- 1986 — Меццо Лейли Таммель / ' Mezzo Leili Tammel
- 1986 — Хор трубачей «Геликон» / Pasunakoor Helikon
- 1986 — Сенсация / Sensatsioon
- 1986 — Поёт Тео Майсте / Laulab Teo Maiste

## Музыка к песням
- «Я тебя никогда не забуду» / Ei meelest läe mul iial (к кинофильму «Мужчины не плачут»)
- «Жизнь ведьмы» / Nõia elu (к спектаклю «Маленькая ведьма»)
- «Танго в лесной глуши» / Tagametsa tango (к кинофильму «Вот и мы!»)
- «Домик у моря» / Majake mere ääres (к кинофильму «Вот и мы!») и др.

## Увековечение памяти
В 2024 году к 100-летию со дня рождения Юло Винтера были выпущены почтовые марки с изображением композитора.